# 小妹水库
小妹水库是中华人民共和国海南省陵水黎族自治县北部都总河上游的一座中型水库，是一座以灌溉为主，兼有防洪、发电等综合效益的多年调节水库。工程于1966年动工修建，几经周折，于1993年大坝建成蓄水。总库容4900万立方米，正常蓄水库容4507万立方米。大坝为均质土坝，坝顶高程144.46，最大坝高40.5米，坝顶长280米，坝顶宽4米。输水涵洞出口设有坝后引水式水电站1座，装机容量320千瓦，年发电量300万千瓦时。水库是都总河灌区的主要供水水源，设计灌溉面积3334公顷。